# Fludergrabenalm
Die Fludergrabenalm ist eine kleine Alm in der Gemeinde Altaussee im österreichischen Bundesland Steiermark. Die Alm liegt am Südfuß des Brunnkogels, im Südwesten des Toten Gebirges, in einer Seehöhe von 960 m ü. A.. Auf der Alm befinden sich drei Almhütten. Der Name bezieht sich auf den westlich gelegenen Fludergraben und Fludergrabenbach. Im Bereich der Alm ist Hierlatzkalk aufgeschlossen. Dieser lokal als Fludergrabenmarmor bezeichnetes Gestein ist ein beliebter Dekorstein des Salzkammerguts. Die Fundamente der Almhütten bestehen aus Fludergrabenmarmor. Ein historischer Steinbruch befindet sich etwas nördlich der Alm.